# Heartcore
Heartcore är det svenska bandet Wildbirds & Peacedrums debutalbum. Heartcore gavs ut i Sverige 2007 på skivbolaget Found You Recordings och licenserades året därpå internationellt till brittiska The Leaf Label.

## Låtlista
1. "Pony" - 3:18
2. "The Way Things Go" - 2:03
3. "Bird" - 2:22
4. "I Can't Tell in His Eyes" - 4:09
5. "Doubt/Hope" - 3:08
6. "A Story From a Chair" - 3:51
7. "The Battle in the Water" - 3:55
8. "The Ones That Should Save Me Get Me Down" - 2:48
9. "Lost Love" - 4:25
10. "The Window" - 2:38
11. "Nakina" - 3:00
12. "We Hold Each Other Song" - 4:56